# Livet-en-Saosnois
Livet-en-Saosnois település Franciaországban, Sarthe megyében. Lakosainak száma 65 fő (2022. január 1.). Livet-en-Saosnois Ancinnes, Saint-Rémy-du-Val és Louvigny községekkel határos.

## Népesség
A település népességének változása:
| Lakosok száma | 71   | 71   | 70   | 70   | 70   | 70   | 70   | 68   | 65   |
|               | 2013 | 2015 | 2016 | 2017 | 2018 | 2019 | 2020 | 2021 | 2022 |